# Divize A 2014/2015
V soubojích 50. ročníku České divize C 2014/15 se utkalo 16 týmů dvoukolovým systémem podzim – jaro. Tento ročník začal v srpnu 2014 a skončil v červnu 2015.

## Nové týmy v sezoně 2014/15
Z ČFL 2013/14 sestoupilo mužstvo 1. FC Karlovy Vary. Z krajských přeborů postoupila mužstva z ročníku 2013/14: TJ Malše Roudné z Jihočeského přeboru, SK Klatovy 1898 z Plzeňského přeboru a FK Viktoria Mariánské Lázně z Karlovarského přeboru. Z Divize B sem bylo přeřazeno mužstvo SK Aritma Praha.

## Kluby podle přeborů
- Jihočeský (5): FC ZVVZ Milevsko, TJ Malše Roudné, FK Slavoj Český Krumlov, TJ Sokol Čížová, FC MAS Táborsko "B".
- Karlovarský (3): 1. FC Karlovy Vary, FK Hvězda Cheb, FK Viktoria Mariánské Lázně.
- Plzeňský (5): TJ Sušice, FK Tachov, SK Klatovy 1898, FC Rokycany, SK Senco Doubravka.
- Středočeský (1): FK Hořovicko.
- Praha (2): FC Zličín, SK Aritma Praha.

## Konečná tabulka
| Poř. | Tým                             | Z  | V  | VP | PP | P  | VG | OG | B  |
| ---- | ------------------------------- | -- | -- | -- | -- | -- | -- | -- | -- |
| 1.   | FK Tachov                       | 30 | 25 | 2  | 1  | 2  | 91 | 25 | 80 |
| 2.   | FC MAS Táborsko "B"             | 30 | 18 | 5  | 1  | 6  | 75 | 32 | 65 |
| 3.   | FK Slavoj Český Krumlov         | 30 | 16 | 2  | 3  | 9  | 55 | 35 | 55 |
| 4.   | 1. FC Karlovy Vary (S)          | 30 | 14 | 3  | 6  | 7  | 63 | 42 | 54 |
| 5.   | FK Hořovicko                    | 30 | 14 | 4  | 3  | 9  | 67 | 37 | 53 |
| 6.   | TJ Malše Roudné (N)             | 30 | 15 | 2  | 4  | 9  | 69 | 46 | 53 |
| 7.   | SK Senco Doubravka              | 30 | 14 | 4  | 2  | 10 | 47 | 47 | 52 |
| 8.   | SK Klatovy 1898 (N)             | 30 | 12 | 4  | 5  | 9  | 47 | 38 | 49 |
| 9.   | SK Aritma Praha                 | 30 | 11 | 2  | 5  | 12 | 49 | 52 | 42 |
| 10.  | FC Rokycany                     | 30 | 7  | 9  | 1  | 13 | 27 | 47 | 40 |
| 11.  | TJ Sokol Čížová                 | 30 | 8  | 5  | 5  | 12 | 40 | 48 | 39 |
| 12.  | FC ZVVZ Milevsko                | 30 | 10 | 1  | 2  | 17 | 36 | 56 | 34 |
| 13.  | FC Zličín                       | 30 | 8  | 3  | 3  | 16 | 44 | 66 | 33 |
| 14.  | FK Viktoria Mariánské Lázně (N) | 30 | 7  | 1  | 2  | 20 | 36 | 88 | 25 |
| 15.  | FK Hvězda Cheb                  | 30 | 7  | 0  | 3  | 20 | 36 | 74 | 24 |
| 16.  | TJ Sušice                       | 30 | 4  | 3  | 4  | 19 | 39 | 88 | 22 |

Poznámky:
- Z = Odehrané zápasy; V = Vítězství; VP = Vítězství po prodloužení; PP = Prohry po prodloužení; P = Prohry; VG = Vstřelené góly; OG = Obdržené góly; B = Body

|  | Postup do ČFL                           |
|  | Sestup do příslušného krajského přeboru |